# Lysandra coronetta
Lysandra coronetta är en fjärilsart som beskrevs av Tutt 1910. Lysandra coronetta ingår i släktet Lysandra och familjen juvelvingar. Inga underarter finns listade i Catalogue of Life.